# Andrej Kocsis
Andrej Kocsis (18. dubna 1867 Borša – ???) byl československý politik maďarské národnosti a meziválečný poslanec Národního shromáždění za Republikánskou stranu zemědělského a malorolnického lidu (agrárníci).

## Biografie
Roku 1928 je uváděn jako rolník v obci Borša.
Po parlamentních volbách v roce 1925 získal mandát v Národním shromáždění. Mandát ale získal až dodatečně roku 1928 jako náhradník poté, co zemřel poslanec Samuel Zoch.